# 삼성 기어 360
삼성 기어 360(영어: Samsung Gear 360) 또는 삼성 기어 360 (2016)은 360도 카메라의 하나로, 삼성전자가 개발한 삼성 갤럭시 웨어러블 계열의 장치 중 하나이다. 2016년 2월 21일 스페인 바르셀로나의 모바일 월드 콩그레스의 삼성 갤럭시 언팩(영어: Samsung Galaxy Unpacked) 행사에서 모습을 드러냈다. 삼성 기어 360은 삼성 최초의 360° 카메라이다. 여기서 삼성은 가능한 단순하고 휴대성 높은 장치를 제조한다는 개념을 추구하였다. 2개의 카메라를 사용하여 360° 사진과 동영상을 촬영할 수 있다.

## 역사

### 출시
삼성은 2016년 2월 21일 기어 360을 공식 공개하였으며, 출시일은 2016년 여름으로 선정하였다. 2016년 4월 29일, 삼성은 기어 360은 대한민국과 싱가포르에 판매하기 시작하였다.
제한된 수의 삼성 갤럭시 모델(삼성 갤럭시 S6 이상)에서만 사용할 수 있기 때문에 이 카메라에 대한 비평이 있었지만, 사용하기 쉽고 폼 팩터가 작다는 점에서는 좋은 평가를 받았다.

## 사양

### 하드웨어
카메라
- 듀얼 CMOS 15MP 센서 (기본 출력 픽셀은 25.9M와 동등)
- 듀얼 F2.0 피시아이 렌즈

메모리
- 1GB RAM
- 마이크로SD 카드 (최대 256GB)

배터리
- 1350mAh

연결
- 와이파이 802.11 a/b/g/n/ac (2.4/5 GHz)
- 와이파이 다이렉트
- 블루투스® v4.1
- USB 2.0, NFC

센서
- 자이로(Gyro)
- 가속도계

### 소프트웨어
전용 모바일 애플리케이션은 여러 녹화 옵션을 제공하며 타임 랩스와 반복 영상을 지원한다. 이 카메라는 삼성 기어 360 매니저 앱을 필요로 하며 삼성 갤럭시 S8, 갤럭시 S8+, 갤럭시 S7, 갤럭시 S7 엣지, 갤럭시 S6, S6 엣지, S6 엣지+, 노트 5, A5 (2017), A7 (2017) 등의 전화와 동작한다.

## 같이 보기
- 삼성 갤럭시 웨어러블
- 삼성 기어 360 (2017)
- 삼성 기어 VR